# The Night They Drove Old Dixie Down
The Night They Drove Old Dixie Down è una canzone del 1969 del gruppo canadese The Band, scritta da Robbie Robertson e pubblicata come singolo estratto dal loro secondo album The Band.
Nel 1971, la reinterpretazione della canzone ad opera di Joan Baez fu un successo da top-five in classifica negli Stati Uniti.
La rivista Rolling Stone ha posizionato The Night They Drove Old Dixie Down alla posizione n° 245 nella lista delle 500 migliori canzoni di sempre da loro redatta.

## Il brano
Il testo della canzone narra del periodo finale della Guerra di Secessione americana e delle sofferenze degli Stati del Sud. Dixie è il soprannome con il quale venivano indicati in generale gli Stati Confederati ed in particolare la loro bandiera. Protagonista del brano è il soldato sudista Virgil Caine che "presta servizio sul treno per Danville". La cavalleria dell'Unione assaltava regolarmente i convogli ferroviari Confederati per impedire i rifornimenti di uomini e materiali per il fronte, dove le armate del generale Robert E. Lee erano sotto assedio a Petersburg. Come parte del piano di offesa, il generale nordista George Stoneman ordinò che questi attacchi si intensificassero.
Le parole del testo della canzone si riferiscono alle condizioni degli stati del Sud nell'inverno del 1865 («We were hungry / Just barely alive») ("Affamati, a malapena vivi"); quando la Confederazione stava morendo di fame ed era sull'orlo della sconfitta. Viene fatto riferimento alla data del 10 maggio 1865, giorno che segnò la cattura del Presidente Confederato Jefferson Davis e la fine definitiva della Confederazione. 
Il soldato Virgil rimembra con dolore la perdita del fratello: «He was just eighteen, proud and brave / But a Yankee laid him in his grave» ("Era appena diciottenne, fiero e coraggioso / Ma uno yankee lo depose nella tomba")
Robertson raccontò di avere avuto la musica della canzone che gli ronzava in testa per parecchio tempo, senza però avere idea di che cosa avrebbe parlato la tematica della composizione: «Ad un certo punto [il concetto] mi arrivò di colpo. Quindi feci qualche ricerca e scrissi il testo del brano».

## Cover
- La reinterpretazione più celebre è quella data da Joan Baez nel 1971, che raggiunse la terza posizione della classifica Billboard Hot 100 negli Stati Uniti nell'ottobre dello stesso anno.[2] La cover venne ben accolta anche in Gran Bretagna dove raggiunse la posizione numero 6 nell'ottobre 1971. La versione della Baez utilizza un testo leggermente modificato.
- Johnny Cash reinterpretò la canzone nel 1975 sul suo album John R. Cash.
- Jimmy Arnold sull'album Southern Soul, concept album sulla Guerra di Secessione.
- Don Rich and the Buckaroos.
- Steve Young nel 1975 sull'album Honky Tonk Man.
- John Denver nel 1970 sull'album Whose Garden Was This.
- La Allman Brothers Band nel 2007 sull'album Endless Highway: The Music of The Band.
- La Jerry Garcia Band eseguiva abitualmente la canzone in concerto.
- Derek Warfield e la sua band Young Wolfe Tones, inclusero una versione del brano sul loro album del 2008 The Night Is Young.
- Charlie Daniels Band, Big Country, Dave Brockie, Richie Havens, Black Crowes e Zac Brown Band hanno tutti incluso versioni live del brano nei loro dischi.

## Formazione
The Band
- Rick Danko – Basso, cori
- Levon Helm – Voce solista, batteria
- Garth Hudson – melodica, tromba slide
- Richard Manuel – Pianoforte, armonica a bocca, cori
- Robbie Robertson – Chitarra acustica